# Rhimphoctona montana
Rhimphoctona montana là một loài tò vò trong họ Ichneumonidae.